# Tierra de Poznań
La Tierra de Poznań (en polaco: ziemia poznańska, en latín: Terra Poznaniensis) fue una unidad territorial del estado medieval polaco, desde 1138 era la parte principal del Piast de Gran Polonia y más tarde constituyó un principado independiente de facto - solo o con la Tierra de Kalisz. En la primera mitad del siglo XIV, la tierra de Poznań se transformó en el Voivodato de Poznań.

## Historia
La tierra de Poznań tenía voivodas separadas de Poznań y Gran Polonia durante la época de Bolesław I el Valiente. El primero confirmado en 1020 fue Dzierżykraj de Człopa, escudo de armas de Nałęcz. Michał Baliński presentó que ya en 1009 la tierra de Poznań comenzó a tener sus voivodas.
En 1138, en virtud de la sucesión de Bolesław Krzywousty, la tierra de Poznań se incorporó al distrito de Mieszko III Stary.
Después de la muerte de Przemysł II (1295) y el asentamiento el 10 de marzo de 1296 cerca de Krzywiń el área al sur del río Obra, en total con los castillos de Wschowa y Zbąszyń se hizo cargo de Henryk III Głogowski. En el congreso de Kłęka, Wacław II recordó a Władysław I Łokietek que pagara un tributo feudal a las adquisiciones obtenidas después de la muerte de Przemysł II y, como resultado de su negativa, se hizo cargo.
En la primavera de 1306, Enrique III de Głogów gobernó todo el territorio de Poznań. Su heredero Henryk IV Wierny lo perdió en 1314 como resultado de un conflicto por Władysław I Łokietek, pero sin la castellanía de Wschowa. En 1343 Casimiro III el Grande atacó Silesia y la tierra de Wschowa separada se incorporaron al Reino de Polonia en virtud de un acuerdo con Henryk V Żelazny. Por lo tanto, como resultado de estos conflictos, la tierra de Wschowa se separó del área de Poznań, que luego se incorporó al voivodato de Poznań.
Lucjan Tatomir y Zygmunt Gloger presentaron que alrededor de 1308 la tierra de Poznań se transformó en Voivodato de Poznań, pero solo después de su muerte Henryk III Głogowski (1309) y su toma de posesión por Władysław I Łokietek (1314) gracias a la rebelión de los caballeros contra los sucesores de Enrique - podría transformarse en un voivodato.

## Escudo

Jan Długosz incluyó una descripción del escudo de armas de Poznań en el siglo XV en sus crónicas con estas palabras:

Poznaniensis terra secunda est in ordine, que etiam aquilam in campo rubeo, simplicem tamen et incoronatam et cum simplicibus alis non inauratis, portat.
Insignia seu Clenodia Regis et Regni Poloniae.

El escudo de armas de la tierra de Poznań era un águila sin corona, mirando heráldicamente hacia la izquierda.
Este escudo de armas fue luego utilizado por el último Voivodato de Poznań. Actualmente, el escudo de armas está referenciado por el escudo de armas del Voivodato de Gran Polonia.